# Francesco Barbato
Francesco Barbato, detto Franco (Camposano, 3 novembre 1956), è un politico italiano.

## Biografia
Dal 1985 al 1991 è consigliere comunale d'opposizione per il PSI di Camposano, comune del nolano   del quale nel 1992 diventa sindaco, ma alla fine del 1993 si dimette, anche in seguito a un attentato subito. Viene tuttavia rieletto sindaco nel 1994. Resta sindaco fino al 1998.
Nel 1998 è tra i fondatori dell'Italia dei Valori assieme ad Antonio Di Pietro. Nel 2007 è tra i promotori della Lista Civica Nazionale.
Alle elezioni politiche del 2008 viene eletto alla Camera dei deputati nella lista dell'Italia dei Valori nella Circoscrizione Campania 1.
Noto per i suoi interventi polemici e carismatici, nell'ottobre 2009 viene sospeso per 5 giorni dai lavori della Camera per aver definito Silvio Berlusconi "criminale", "mafioso" ed "escortiere". Il 7 luglio 2010 è coinvolto in una rissa con la deputata Barbara Saltamartini ed altri colleghi del Popolo della Libertà, al termine della quale è trasportato in ospedale.
A dicembre 2011 entra in parlamento con una microcamera nascosta sotto la cravatta e parla con alcuni deputati, registrando alcune conversazioni per la trasmissione Gli intoccabili andata in onda il 7 dicembre su LA7. Nel video il deputato Antonio Razzi dichiara di essere passato dall'Italia dei Valori a Noi Sud per riuscire a ricevere il vitalizio e la nomina a console onorario di Lucerna, città dove ha sempre vissuto.
A marzo 2012 suscita scalpore un servizio de Le Iene su Italia 1 in cui una sua ex-assistente parlamentare dichiara di essere stata assunta e pagata senza un regolare contratto. La causa di lavoro scaturita tra il deputato e l'ex-collaboratore si risolse con un accordo in cui le parti si impegnarono a mantenere il segreto della transazione e che Barbato corrispondesse dei soldi alla controparte. Barbato negò tutto rifiutandosi di leggere il contenuto dell'accordo portatogli dall'inviato de Le Iene.
Il 14 maggio 2012 comunica la propria autosospensione dalla Camera dei deputati, apprendendo di essere oggetto di indagini da parte della magistratura inquirente. Tuttavia senza che la sua posizione sul fronte delle indagini sia cambiata, il 3 luglio 2012 torna in aula venendo espulso per aver utilizzato una frase volgare per attaccare la maggioranza. Mentre usciva dall'aula, il deputato ha rivolto il dito medio verso gli esponenti del PD.
Il 31 ottobre 2012 si è avvicinato al Partito Pirata Italiano, offrendo collaborazione per presentare due proposte di legge (una sulla trasparenza delle istituzioni e una sulla riforma della SIAE) utilizzando il metodo orizzontale partecipativo dell'Assemblea Permanente del Partito Pirata, grazie alla piattaforma di e-democracy LiquidFeedback e dell'HUB Pirata.
L'8 gennaio 2013 presenta la lista denominata "I Cittadini - Democrazia Liquida" con la quale intende partecipare alle elezioni e si candida a premier, ma si ritira dopo aver appreso di essere indagato.
Nel 2016 viene eletto sindaco di Camposano.
Nel 2021 viene rieletto sindaco di Camposano.